# The Funeral Party
The Funeral Party (Get Low) è un film del 2009 diretto da Aaron Schneider ed interpretato da Robert Duvall, Bill Murray, Sissy Spacek, Lucas Black, Gerald McRaney, Bill Cobbs, Arin Logan, Lori Beth Edgeman, Andrea Powell, Rebecca Grant, Scott Cooper e Chandler Riggs. Il film è stato girato interamente in Georgia e il supporto per la produzione è stato fornito dal Dipartimento per lo sviluppo economico della Georgia.
Il film è stato presentato al Toronto International Film Festival ed è stato distribuito negli Stati Uniti dalla Sony Pictures Classics. Per la sua interpretazione, Robert Duvall ha ricevuto l'Hollywood Film Festival Award come miglior attore nell'ottobre 2010. Il film è stato distribuito il 30 luglio 2010 negli Stati Uniti. Ha ricevuto recensioni positive da parte della critica e ha vinto l'Independent Spirit Award come miglior primo lungometraggio di Schneider.

## Trama
Felix Bush è un vecchio solitario che da quarant'anni si è isolato nella sua casa in mezzo al bosco e non ha più contatti con nessuno. Un giorno decide di apparire in pubblico e vuole fare le cose in grande stile organizzando addirittura il suo funerale mentre è ancora in vita. Per farlo si rivolge all'impresario di pompe funebri Frank Quinn ed insieme organizzano una festa dove invitano tutti quanti.

## Produzione
Il film è vagamente basato su una storia vera accaduta nella Contea di Roane, nel Tennessee, nel 1938. Il personaggio di Duvall, Felix Bush, era basato su una persona reale di nome Felix Bushaloo "Uncle Bush" Breazeale.

## Accoglienza

### Critica
Sul sito Rotten Tomatoes, il film ha conseguito un indice di gradimento del 85% sulla base di 145 recensioni, con una valutazione media di 7,24/10 Il consenso dei critici del sito recita: "Sottile a un difetto, questo dramma di ensemble perfettamente cast è sollevato da performance tipicamente acute di Robert Duvall e Bill Murray." Su Metacritic, il film ha un punteggio medio ponderato di 77 su 100, basato su 35 critici, indicando "recensioni generalmente favorevoli".
Robert Duvall ha avuto travolgenti elogi dalla critica, con John Anderson del The Wall Street Journal che ha scritto: "... Mr. Duvall... dà [al film] un cuore." Una recensione del The New York Times di A. O. Scott ha messo in evidenza anche le prestazioni "superbe" di Duvall.
Casey Burchby al DVD Talk ha osservato che The Funeral Party contiene "un meraviglioso gruppo di spettacoli di un cast da sogno. Sorprendentemente, nessuno dei protagonisti era in corsa per uno dei maggiori premi del 2010."

### Box office
Il film ha esordito in quattro sale cinematografiche il 30 luglio 2010, incassando nel weekend 90.900 dollari, con una media di 22.725 dollari per cinema. Ciò ha portato il film al ventitreesimo posto complessivo per il fine settimana dal 30 luglio al 1º agosto 2010. Al gennaio 2011 il film aveva incassato 9.100.230 di dollari nel Nord America e 401.361 dollari in altri territori, per un totale di 9.513.225 di dollari in tutto il mondo. Ad oggi il film ha incassato in tutto il mondo 10.522.511 di dollari.

## Premi
Premio per la migliore interpretazione maschile al Torino Film Festival 2009 attribuito ex aequo a Robert Duvall e Bill Murray.